# Lily Cole
Pour les articles homonymes, voir Cole.
Lily Cole est une mannequin et actrice britannique, née le 27 décembre 1987 à Torquay (Angleterre).

## Biographie
Lily Luahana Cole naît à Torquay, en Angleterre. Elle grandit à Londres avec sa mère artiste et écrivaine ainsi qu'avec sa sœur, Elvie.
À l'âge de quatorze ans, elle est repérée par Benjamin Hart, un agent, dans les rues du quartier de Soho. Ce dernier lui suggère alors de devenir mannequin. Bien que Lily Cole ait d'abord décliné la proposition, elle change d'avis et signe ensuite avec Storm Model Management, l'agence de mannequins de Kate Moss, entre autres.

### Carrière
En 2003, elle est photographiée par Steven Meisel pour le Vogue Italia ; sa carrière est lancée.
En 2004, elle reçoit le prix du « Mannequin de l'année » aux British Fashion Awards. Depuis, elle apparaît dans des campagnes publicitaires pour Hermès, Longchamp ou Christian Lacroix. Lily Cole a aussi défilé pour des maisons de couture comme Chanel, Louis Vuitton, Alexander McQueen, Jean Paul Gaultier, Versace et est apparue en couverture des plus prestigieux magazines de mode du monde.
En octobre 2008, Lily Cole pose nue pour la version française de Playboy, dans un shoot inspiré de la pochette de l'album Histoire de Melody Nelson de Serge Gainsbourg.
En même temps que sa carrière dans le mannequinat, la jeune fille, récemment diplômée en Histoire de l'art, fait ses débuts en tant qu'actrice.
En 2007, elle tourne dans le film St Trinian's : Pensionnat pour jeunes filles rebelles, un teen movie, mais n'est vraiment révélée qu'en 2009 lorsqu'elle décroche le rôle de Valentina dans le film de Terry Gilliam : L'Imaginarium du docteur Parnassus (The Imaginarium of Doctor Parnassus) aux côtés de Johnny Depp, Heath Ledger, Colin Farrell et Jude Law.
En 2010, elle pose pour le Calendrier Pirelli aux côtés de, entre autres, Daisy Lowe et Marloes Horst.
En 2013, elle apparaît dans le clip de la chanson Sacrilege du groupe Yeah Yeah Yeahs et dans le clip de la chanson Queenie Eye de Paul McCartney.
En avril 2017, elle est — avec Guy Kawasaki, Jeff Jarvis et Lawrence Lessig — conseillère dans le cadre du projet de plateforme internet d'information Wikitribune lancé par Jimmy Wales.
En août 2021, elle est critiquée pour avoir publié en ligne une photo dans laquelle elle porte une burqa dans le cadre d'une tentative de promotion de son nouveau livre, la semaine même où Kaboul est tombée aux mains des talibans, suscitant des craintes pour les droits des femmes en Afghanistan. La chroniqueuse du Times Janice Turner écrit alors à propos du message original du mannequin : « Lily Cole et la vacuité du hashtag-féminisme moderne. Faire passer une posture sur Instagram avant les droits humains universels. Je parie que les femmes afghanes célèbrent la « diversité » de porter ce linceul. » Lily Cole s'est excusée d'avoir publié cette photo reconnaissant que « c'était incroyablement inopportun »,.

### Vie personnelle
De 2008 à 2011, elle a une relation avec l'acteur Enrique Murciano.
Depuis 2013, elle est en couple avec Kwame Ferreira. Ensemble, ils ont une fille prénommée Wylde, née en septembre 2015.
En 2021, Lily Cole fait son coming out queer lors d'une interview avec The Sunday Times Style,.

## Filmographie

### Cinéma
- 2007 : St. Trinian's de Oliver Parker : Polly, la geek
- 2009 : Rage : Lettuce Leaf
- 2009 : L'Imaginarium du docteur Parnassus (The Imaginarium of Doctor Parnassus) de Terry Gilliam : Valentina
- 2009 : Passage : Tania
- 2010 : There Be Dragons de Roland Joffé : Aline
- 2011 : The Moth Diaries : Ernessa
- 2012 : Blanche-Neige et le Chasseur de Rupert Sanders : Greta
- 2012 : Confession d'un enfant du siècle de Sylvie Verheyde : Elise
- 2017 : Star Wars, épisode VIII : Les Derniers Jedi de Rian Johnson : la copine du Maitre décrypteur

### Télévision
- 2011 : Doctor Who, saison 6, épisode La Marque noire : la sirène